# Saison 2015-2016 du Sporting Club de Bastia
Dernière mise à jour : 22 juin 2015.
Chronologie
Saison précédente Saison suivante
La saison 2015-2016 du Sporting Club de Bastia est la trente-troisième saison du club corse de football en Ligue 1, la première division française de football, la quatrième saison consécutive depuis son retour dans l'élite en 2012.
Ayant terminé à la douzième place en championnat lors de la saison précédente et n'ayant pas remporté de coupe nationale malgré une participation à la finale de la Coupe de la Ligue au stade de France face au Paris Saint-Germain, le club ne dispute lors de cette saison aucune compétition européenne. Sur le plan national, il prend part à la Ligue 1, à la coupe de France et à la coupe de la Ligue.

## Calendrier
Le calendrier de Ligue 1 est publié par la LFP le 18 juin 2015, le club affrontera donc le Stade rennais à domicile le 9 août pour son premier match de la saison. Le 30 juin 2015, la DNCG rétrograde le club en Ligue 2 à titre provisoire.

## Avant-saison
Alphonse Areola, gardien prêté par le Paris Saint-Germain la saison précédente, est prêté le 17 juin au Villarreal.
Le gardien sochalien Yohann Pelé, libre de tout contrat et approché par le Sporting a signé l'OM alors qu'une visite médicale avait déjà été programmée à Bastia.
 Tableau des transferts du mercato d'été
| Nom                | Pays          | Poste             | Nature du transfert    | Date de la transaction | Provenance/Destination | Championnat             |
| ------------------ | ------------- | ----------------- | ---------------------- | ---------------------- | ---------------------- | ----------------------- |
| Arrivées           |               |                   |                        |                        |                        |                         |
| Sadio Diallo       | Guinée        | Attaquant         | Transfert              | 25 juin 2015           | Stade Rennais          | Ligue 1                 |
| Yassine Jebbour    | Maroc         | Milieu de terrain | Transfert (3 saisons)  | 7 juillet 2015         | Montpellier HSC        | Ligue 1                 |
| Seko Fofana        | France        | Milieu de terrain | Prêt (1 saison)        | 29 juillet 2015        | Manchester City        | Barclays Premier League |
| Jesper Hansen      | Danemark      | Gardien           | Transfert (1 saison)   | 18 août 2015           | Évian Thonon Gaillard  | Ligue 2                 |
| Mehdi Mostefa      | Algérie       | Défenseur         | Achat (2 saisons)      | 28 août 2015           | FC Lorient             | Ligue 1                 |
| Axel Ngando        | France        | Milieu de terrain | Achat (3 saisons)      | 31 août 2015           | Stade Rennais          | Ligue 1                 |
| Florian Raspentino | France        | Attaquant         | Achat (1 saison)       | 31 août 2015           | SM Caen                | Ligue 1                 |
| Départs            |               |                   |                        |                        |                        |                         |
| Alphonse Areola    | France        | Gardien           | Retour de prêt         | 1er juin 2015          | Paris Saint-Germain    | Ligue 1                 |
| Hervin Ongenda     | France        | Attaquant         | Retour de prêt         | 1er juin 2015          | Paris Saint-Germain    | Ligue 1                 |
| El Hadji Ba        | France        | Milieu de terrain | Retour de prêt         | 1er juin 2015          | Sunderland             | Barclays Premier League |
| Giovanni Sio       | Côte d'Ivoire | Attaquant         | Retour de prêt         | 1er juin 2015          | FC Bâle                | Raiffeisen Super League |
| Guillaume Gillet   | Belgique      | Milieu de terrain | Retour de prêt         | 1er juin 2015          | RSC Anderlecht         | Jupiler Pro League      |
| Djibril Cissé      | France        | Attaquant         | Fin de contrat         | 1er juin 2015          | JS Saint-Pierroise     | DH La Réunion           |
| Drissa Diakité     | Mali          | Défenseur         | Fin de contrat         | 1er juin 2015          | Tours FC               | Ligue 2                 |
| Christophe Vincent | France        | Milieu de terrain | Fin de contrat         | 1er juin 2015          | AC Ajaccio             | Ligue 2                 |
| Ryad Boudebouz     | Algérie       | Milieu de terrain | Transfert              | 7 juillet 2015         | Montpellier HSC        | Ligue 1                 |
| Adama Ba           | Mauritanie    | Attaquant         | Résiliation de contrat | 26 août                | AJ Auxerre             | Ligue 2                 |

## Ligue 1
| Rang | Équipe                      | Pts | J  | G  | N  | P  | Bp  | Bc | Diff |
| ---- | --------------------------- | --- | -- | -- | -- | -- | --- | -- | ---- |
| 1    | Paris Saint-Germain T S L C | 96  | 38 | 30 | 6  | 2  | 102 | 19 | +83  |
| 2    | Olympique lyonnais          | 65  | 38 | 19 | 8  | 11 | 67  | 43 | +24  |
| 3    | AS Monaco                   | 65  | 38 | 17 | 14 | 7  | 57  | 50 | +7   |
| 4    | OGC Nice                    | 63  | 38 | 18 | 9  | 11 | 58  | 41 | +17  |
| 5    | Lille OSC                   | 60  | 38 | 15 | 15 | 8  | 39  | 27 | +12  |
| 6    | AS Saint-Étienne            | 58  | 38 | 17 | 7  | 14 | 42  | 37 | +5   |
| 7    | SM Caen                     | 54  | 38 | 16 | 6  | 16 | 39  | 52 | -13  |
| 8    | Stade rennais FC            | 52  | 38 | 13 | 13 | 12 | 52  | 54 | -2   |
| 9    | Angers SCO P                | 50  | 38 | 13 | 11 | 14 | 40  | 38 | +2   |
| 10   | SC Bastia                   | 50  | 38 | 14 | 8  | 16 | 36  | 42 | -6   |
| 11   | Girondins de Bordeaux       | 50  | 38 | 12 | 14 | 12 | 50  | 57 | -7   |
| 12   | Montpellier HSC             | 49  | 38 | 14 | 7  | 17 | 49  | 47 | +2   |
| 13   | Olympique de Marseille      | 48  | 38 | 10 | 18 | 10 | 48  | 42 | +6   |
| 14   | FC Nantes                   | 48  | 38 | 12 | 12 | 14 | 33  | 43 | -10  |
| 15   | FC Lorient                  | 46  | 38 | 11 | 13 | 14 | 47  | 58 | -11  |
| 16   | EA Guingamp                 | 44  | 38 | 11 | 11 | 15 | 45  | 53 | -8   |
| 17   | Toulouse FC                 | 40  | 38 | 9  | 13 | 16 | 45  | 55 | -10  |
| 18   | Stade de Reims              | 39  | 38 | 10 | 9  | 19 | 44  | 57 | -13  |
| 19   | GFC Ajaccio P               | 37  | 38 | 8  | 13 | 17 | 37  | 58 | -21  |
| 20   | ES Troyes AC P              | 18  | 38 | 3  | 9  | 26 | 28  | 83 | -55  |

Qualifications européennes
Ligue des champions 2016-2017
- 1er et 2e du championnat : phase de groupes
- 3e du championnat : troisième tour pour non-champions

Ligue Europa 2016-2017
- 4e : phase de groupes
- 5e et 6e : troisième tour de qualification

Relégation en Ligue 2 2016-2017
- 18e, 19e et 20e du championnat

Abréviations
- T : Tenant du titre
- C : Vainqueur de la Coupe de France 2016
- L : Vainqueur de la Coupe de la Ligue 2016
- S : Vainqueur du Trophée des champions 2015
- P : Promus de Ligue 2 2014-2015

| Journée  | 1 | 2  | 3  | 4  | 5  | 6  | 7  | 8  | 9  | 10 | 11 | 12 | 13 | 14 | 15 | 16 | 17 | 18 | 19 | 20 | 21 | 22 | 23 | 24 | 25 | 26 | 27 | 28 | 29 | 30 | 31 | 32 | 33 | 34 | 35 | 36 | 37 | 38 |
| Rang     | 2 | 5  | 2  | 6  | 9  | 15 | 16 | 11 | 13 | 15 | 16 | 15 | 15 | 18 | 17 | 16 | 18 | 17 | 16 | 16 | 15 | 15 | 13 | 15 | 14 | 12 | 14 | 11 | 10 | 13 | 11 | 11 | 11 | 12 | 14 | 14 | 14 | 10 |
| Résultat | G | N  | G  | P  | P  | P  | P  | G  | P  | P  | P  | G  | N  | P  | N  | G  | P  | N  | G  | P  | G  | P  | G  | P  | G  | G  | N  | G  | N  | P  | N  | G  | D  | D  | D  | N  | G  | G  |
| 2014/15  | 8 | 17 | 11 | 13 | 14 | 18 | 16 | 16 | 19 | 16 | 18 | 19 | 15 | 15 | 19 | 20 | 20 | 18 | 19 | 14 | 15 | 14 | 16 | 15 | 13 | 10 | 14 | 10 | 12 | 13 | 14 | 14 | 16 | 13 | 12 | 10 | 11 | 12 |

## Coupe de la Ligue
Le club débutera en 16e de finale dans cette compétition dont le club a atteint la finale l'année précédente.
En 16e de finale, le club recevra le Stade Rennais le 28 octobre 2015, club qu'il a déjà éliminé de cette même compétition la saison passée et battu lors de la première journée de championnat (2-1).
| 27 octobre 2015 | SC Bastia              | 0 - 1   | Stade rennais |                                                                              |                                                                              |
| 21:00           | Abdoulaye Doucouré 59e | (0 - 0) |               | Stade Armand-Cesari, Furiani Spectateurs : 3 048 Arbitrage : Stéphane Lannoy | Stade Armand-Cesari, Furiani Spectateurs : 3 048 Arbitrage : Stéphane Lannoy |
| 21:00           |                        |         |               | Stade Armand-Cesari, Furiani Spectateurs : 3 048 Arbitrage : Stéphane Lannoy | Stade Armand-Cesari, Furiani Spectateurs : 3 048 Arbitrage : Stéphane Lannoy |

## Coupe de France
Le club débutera en 32e de finale dans cette compétition contre le CS Sedan Ardennes (National) le 2 janvier 2016.
| Samedi 2 janvier | CS Sedan-Ardennes (3) | 0 – 2   | (1) SC Bastia             |                                                  |                                                  |
| 20 h 45          |                       | (0 - 0) | 66e Brandão · 90+1e Danic | Stade Louis-Dugauguez, Sedan Spectateurs : 6 421 | Stade Louis-Dugauguez, Sedan Spectateurs : 6 421 |

En 16e de finale, le club corse reçoit le Football Club de Sochaux-Montbéliard (Ligue 2) le 19 janvier 2016.
| Mardi 19 janvier | SC Bastia (1) | 1 – 2   | (2) FC Sochaux-Montbéliard |                                                 |                                                 |
| 19 h 00          | Kamano 36e    | (1 - 1) | Teikeu 27e · Caceres 90+2e | Stade Armand-Cesari, Bastia Spectateurs : 2 548 | Stade Armand-Cesari, Bastia Spectateurs : 2 548 |